# Saudi Professional League
Saudi Pro League (zkráceně SPL) (arabsky: دوري المحترفين السعودي‎), známá jako Roshn Saudi League (zkráceně RSL) je nejvyšší saúdskoarabská fotbalová liga.
První soutěžní sezónou byla sezóna 1976/77. Nejúspěšnějším týmem je Al Hilal FC, který ve své historii získal 19 titulů a naposledy vyhrál titul v sezóně 2021/22.

## Formát soutěže

### Soutěž
V Saúdské profesionální lize působí 16 klubů. V průběhu sezóny (obvykle od srpna do května) se každý klub utká s ostatními kluby dvakrát (systém dvou kol), jednou na domácím stadionu a jednou na stadionu soupeře, celkem 30 zápasů. Týmy získávají tři body za výhru a jeden bod za remízu. Za prohru se body nepřidělují. Týmy jsou seřazeny podle umístění v ligové tabulce v závislosti na počtu bodů, dále se zohledňuje vzájemná bilance a poté rozdíl branek.

### Postup a sestup
Mezi Saudi Pro League a Saudi First Division existuje systém postupu a sestupu. Tři nejhůře umístěné týmy ze SPL sestupují do druhé ligy a tři nejlepší týmy z druhé ligy postupují do nejvyšší soutěže.

## Saudi Pro League 2023/24
| Tým        | Město          | Stadion                               | Kapacita |
| ---------- | -------------- | ------------------------------------- | -------- |
| Abha Club  | Abha           | Prince Sultan bin Abdul Aziz Stadium  | 20 000   |
| Al Ahli    | Džidda         | King Abdullah Sports City             | 62 345   |
| Al Ettifaq | Dammám         | Prince Mohamed bin Fahd Stadium       | 35 000   |
| Al Fateh   | al-Hasa        | Prince Abdullah bin Jalawi Stadium    | 26 000   |
| Al Feiha   | Al Majma'ah    | Al Majma'ah Sports City               | 7 000    |
| Al Hazm    | Ar Rass        | Al-Hazem Club Stadium                 | 8 000    |
| Al Hilal   | Rijád          | Stadion krále Fahda                   | 68 752   |
| Al Ittihad | Džidda         | King Abdullah Sports City             | 62 345   |
| Al Khaleej | Saihat         | Prince Mohamed bin Fahd Stadium       | 35 000   |
| Al-Nassr   | Rijád          | Al-Awwal Park                         | 25 000   |
| Al-Okhdood | Najran         | Prince Hathloul Stadium               | 12 000   |
| Ar-Raed    | Burajda        | King Abdullah Sport City Stadium      | 25 000   |
| Ar-Riyadh  | Rijád          | Prince Turki bin Abdul Aziz Stadium   | 15 000   |
| Aš-Šabab   | Rijád          | Prince Faisal bin Fahd Stadium        | 22 500   |
| At-Taawoun | Burajda        | King Abdullah Sport City Stadium      | 25 000   |
| At-Ta'ee   | Ha'il          | Prince Abdul Aziz bin Musa'ed Stadium | 12 000   |
| Al Wehda   | Mekka          | King Abdul Aziz Stadium               | 38 000   |
| Damac      | Khamis Mushait | Prince Sultan bin Abdul Aziz Stadium  | 20 000   |

## Přehled mistrů

### Podle klubů
| # | Klub       | 1. místo | 2. místo |
| - | ---------- | -------- | -------- |
| 1 | Al Hilal   | 19       | 15       |
| 2 | Al Ittihad | 9        | 8        |
| 3 | Al-Nassr   | 9        | 8        |
| 4 | Aš-Šabab   | 6        | 6        |
| 5 | Al Ahli    | 4        | 9        |
| 6 | Al Ettifaq | 2        | 2        |
| 7 | Al-Fateh   | 1        | 0        |
| 8 | Ar-Riyadh  | 0        | 1        |

### Podle města
| Město   | 1. místo | Klub(y)                               |
| ------- | -------- | ------------------------------------- |
| Rijád   | 33       | Al Hilal (19), Al-Nassr (9), Saab (6) |
| Džidda  | 13       | Al Ittihad (9), Al Ahli (4)           |
| Dammám  | 2        | Al Ettifaq (2)                        |
| al-Hasa | 1        | Al-Fateh (1)                          |